# Dème de Véndzio
Le dème de Véndzio, en grec moderne : Δήμος Βεντζίου / Dímos Vendzíou, est un ancien dème du district régional de Grevená, en Macédoine-Occidentale, Grèce. Depuis 2010, il est fusionné au sein du dème de Grevená.
Selon le recensement de 2011, la population du dème s'élève à 1 969 habitants.